# Clase Draken II
La clase Draken II (en sueco, Draken II-Klass; lit. clase Dragón) fue una clase de submarinos construida para la Armada sueca entre 1960 y 1962. Se entregaron un total de seis submarinos, cuatro de los cuales se modernizaron en 1981-1982.
El diseño era una versión modificada de la clase Hajen, con un solo eje con una hélice de 5 palas más grande para mejorar el rendimiento bajo el agua y reducir el ruido. Estos submarinos fueron desmantelados entre 1988 y 1990, siendo reemplazados por los submarinos de las clases Sjöormen y Näcken.
Los nombres de los buques de la clase Draken son Draken II, Gripen II, Vargen, Delfinen, Nordkaparen y Springaren.
Uno de los submarinos, el HSwMS Nordkaparen, se ha conservado y hoy se puede visitar en el Museo Marítimo de Gotemburgo.